# Symphonie en si mineur de Debussy
La Symphonie en si mineur est une pièce pour piano à quatre mains de Claude Debussy composée entre 1880 et 1881.

## Présentation
La Symphonie en si mineur a été composée entre décembre 1880 et janvier 1881. Si le manuscrit, conservé au musée Glinka à Moscou, porte la mention de trois mouvements (Andante – Air de ballet – Final), la partition ne comporte que le troisième mouvement, qui est un Allegro. L'œuvre est dédiée à la comtesse von Meck, mécène et protectrice du jeune Claude Debussy.
Dans une lettre de février 1881, Mme von Meck remercie Debussy de l'envoi de sa « charmante symphonie ». Le manuscrit a été découvert en 1925 par un mathématicien moscovite, K. S. Bogouchesvky, dans un recueil factice d'arrangements à quatre mains. De plus, dans l'album d'Eugénie Vergin, il a écrit le 25 mai 1912, deux mesures d'une « 1re symphonie à jamais inachevée », avec l'indication « lent, majestueux et rythmé », incipit d'un mouvement aujourd'hui perdu.
La partition est publiée par N. Gilaïev (en) (Moscou, Muzgiz) en 1933 (rééd. 1965), puis Henle en 1995 (éd. Ernst-Günter Heinemann) et Durand en 2002 (éd. Noël Lee).
Musicalement, cette œuvre de jeunesse déroule un langage postromantique influencé par l'écriture de Tchaïkovski, dont Debussy jouait souvent la musique pendant l'été 1880.
Au XXIe siècle, l'œuvre connaît également des orchestrations, de Tony Finno et Colin Matthews, notamment.

## Analyse
La Symphonie est de forme ternaire.
La première partie, bithématique, à quatre temps, notée , « Allegro ben marcato », est suivie d'une partie médiane à 
, « un poco più lento, cantabile », qui repose « sur un dialogue « a due » exposé dans le ton relatif de ré majeur, et confié aux mains droites des deux partenaires. Réintroduite par une sorte de sonnerie de cor, « piano et sourd », la première partie conduit « più mosso et crescendo jusqu'à la marche en si majeur » sur laquelle aurait dû s'achever avec toute la pompe et l'éclat nécessaires ce qui semble bien avoir été le tout premier projet orchestral de Debussy ».
La durée moyenne d'exécution de la pièce est de dix minutes environ.
Dans le catalogue des œuvres du compositeur établi par le musicologue François Lesure, la Symphonie en si mineur porte le numéro L 8 (10).

## Discographie

### Piano à quatre mains
- Debussy : Intégrale de l'œuvre pour deux pianos et piano à quatre mains, Christian Ivaldi et Noël Lee, Arion 268128, 1990.
- Debussy: Early Works for Piano Duet, Adrienne Soós et Ivo Haag (piano), Naxos 8.572385, 2011.
- Debussy: Complete Music for Piano Duo, 3 CD, Marco Rapetti et Massimiliano Damerini, Brilliant Classics, 2013.
- Claude Debussy : The Complete Works, CD 6, Michel Béroff et Jean-Philippe Collard (piano), Warner Classics, 2018[6].

### Orchestration
- Debussy Orchestral Works, Vol. 6, orchestration de Tony Finno, Orchestre national de Lyon, Jun Märkl (dir.), Naxos 8.572583, 2011[7].
- Debussy: Complete Orchestral Works, 9 CD, orchestration de Tony Finno, Orchestre national de Lyon, Jun Märkl (dir.), Naxos 8.509002, 2012[8].
- avec L'Enfant prodigue et L'Enfant et les sortilèges de Maurice Ravel, 2 CD, orchestration de Colin Matthews, Orchestre philharmonique de Radio France, Mikko Franck (dir.), Erato, 2017[9].